# 田月仙

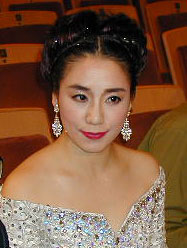

田月仙（日语：／ Chon Woruson、：／ Chon Wolson）是韓僑声乐家、女高音歌手，二期会会员。
- 1985年，作为歌剧《声音》、《西班牙的时候》的主角初次亮相。
- 1985年，北朝鲜平壤公演。在金日成面前演唱。
- 1994年，在韩国首爾歌剧《卡门》主角（於:艺术的殿堂歌剧院）。进行首次的南北公演。
- 1998年，作为东京都·汉城市友好10周年纪念的亲善大使在韩国汉城唱日本的歌。
- 2002年，足球日韩共同召开纪念歌剧《春香传》主演，「小泉纯一郎内阁总理大臣主办·金大中总统欢迎公演」，足球国歌独唱等。
- 2004年，日本放送協會作为《越过了海峡的歌女  在日本韩国人声乐家度过了的二十年》90分的实录节目广播。
- 2006年，第13次小学馆文艺作品大奖优秀奖获奖。
- 2007年，连续独演会"海峡的抒情曲"召开。
- 2010年，独演会"海峡的抒情曲PART2""海峡的抒情曲PART3。
- 2013年，韩国国营广播公司的特别节目《KBS特别海峡的抒情曲田月仙30年的记录》广播。
- 2014年，歌剧《沈清伝》。
- 2015年，歌剧《TheLastqueen 朝鲜王朝最后的皇太子妃》。在日本广播协会广播
- 2015年，外务大臣表彰 获奖
- 2016年，歌剧《TheLastqueen》再次上演
- 2019年，歌剧《TheLastqueen》再次上演
- 2019年，歌剧《卡门》
- 2021年，歌剧《丑角》
- 2022年，歌剧《托斯卡》